# Mesostoma craci
Mesostoma craci är en plattmaskart. Mesostoma craci ingår i släktet Mesostoma och familjen Typhloplanidae. Inga underarter finns listade i Catalogue of Life.